# Russell Gardens
Russell Gardens – wieś w Stanach Zjednoczonych, w stanie Nowy Jork, w hrabstwie Nassau.